# Antonio Berti
Antonio Berti (San Piero a Sieve, 24 agosto 1904 – Sesto Fiorentino, 1990) è stato uno scultore e medaglista italiano.

## Biografia
Nacque da modestissima famiglia di contadini e pastori, dimostrò fin da piccolo un precoce interesse per l'arte e a diciassette anni ottenne un posto alla Richard Ginori dove poté dedicarsi al disegno dei prodotti di quella industria di porcellane.
Lo scrittore Ugo Ojetti, che aveva avuto occasione di vedere alcuni suoi lavori in creta, consigliò il padre Angiolo di iscriverlo all'Istituto d'Arte Santa Croce di Firenze. Da qui cominciò la carriera artistica del Berti con le prime partecipazioni alla Biennale di Venezia e alla Quadriennale di Roma.
Si dedicò soprattutto al ritratto scolpendo vari busti. Lo segnalò alla critica il monumento al Foscolo posto in Santa Croce a Firenze. Seguirono i busti di vari membri della famiglia reale (Vittorio Emanuele III, Maria Josè, ecc.), di Mussolini, della Medaglia d'oro Locatelli, di Paola Ojetti, della miliardaria americana Barbara Hutton, di Susanna Agnelli. Di notevole valore artistico anche i ritratti dello scrittore e disegnatore Enrico Sacchetti e di Amedeo duca d'Aosta.
Nel dopoguerra si devono ad Antonio Berti molti grandi monumenti di personaggi famosi. Ricordiamo il Monumento ad Alcide De Gasperi a Trento (in collaborazione con Sergio Benvenuti), quello di Pio XII a Roma, il monumento di Santa Luisa di Marillac in San Pietro (nel periodo in cui fu scultore ufficiale della Santa Sede), la statua bronzea di don Giulio Facibeni sulla piazzetta antistante la chiesa di Santo Stefano in Pane, a Firenze, la statua di Benedetta Bianchi Porro a Dovadola (nell'Appennino forlivese), ed infine la statua in bronzo di Guglielmo Marconi realizzata nel 1974 nel parco di villa Griffone a Sasso Marconi.
Sempre al Berti si deve il portale della concattedrale di Santissima Maria Assunta e San Catello a Castellammare di Stabia e il monumento alla Regina Elena, eretto a Messina, a ricordo dell'opera di soccorso della sovrana durante il terremoto che funestò la città. Inoltre realizzò il monumento a Padre Pio e il bozzetto per quello ad Aldo Moro per la sua città natale di Maglie. Quest'ultimo fu realizzato nel 1992 dal suo allievo, lo scultore Stefano Patti, ed inaugurato nel 1998 a Maglie dal Presidente della Repubblica,  Eugenio Scalfaro.
Ai Musei Vaticani (Collezione d'arte religiosa moderna) si conserva un Cristo di bronzo, del 1972. Negli anni '80 eseguì alcune medaglie commemorative commissionate da Rodolfo Siviero, per l'inaugurazione della mostra delle opere ritrovate dopo la guerra.
Nel maggio 2014, in occasione del bicentenario dell'Arma dei Carabinieri, è stata collocata a Roma, nel giardino di Sant'Andrea al Quirinale appena restaurato, una rifusione del gruppo di Berti intitolato Pattuglia di Carabinieri nella tormenta, del 1973.
Fu accademico di San Luca.